# Bert Jan van der Veen
Bert Jan van der Veen (3 maart 1968) is een Nederlands marathonschaatser woonachtig in Joure. Hij schaatste voor BAM.
Van der Veen behaalde drie maal de Nederlandse titel op kunstijs; in 2001, 2003 en 2005. Hiermee was hij samen met Jan Maarten Heideman, Lammert Huitema, Jan Kooiman en Co Giling recordhouder wat aantal titels betreft. Ze werden ingehaald door Arjan Stroetinga, die zes titels heeft. 
Van der Veen won ook de Alternatieve Elfstedentocht 2006. Na zijn schaatscarrière werd hij coach in het marathonschaatsen.